# Agía Triáda (Lassithi)
Agía Triáda, en grec moderne : Αγία Τριάδα, ou Agía Triás (katharévousa : Αγία Τριάς), en français Sainte-Trinité, est un village du dème de Sitía, en Crète, en Grèce. Selon le recensement de 2011, la population d'Agía Triáda compte 77 habitants. Le village est situé à une altitude de 460 m et à une distance de 34 km de Sitía.

## Recensements de la population
| Recensements | 1900 | 1920 | 1928 | 1940 | 1951 | 1961 | 1971 | 1981 | 1991 | 2001 | 2011 |
| ------------ | ---- | ---- | ---- | ---- | ---- | ---- | ---- | ---- | ---- | ---- | ---- |
| Population   | 250  | 277  | 288  | 321  | 310  | 310  | 285  | 183  | -    | 124  | 77   |